# Christina Emig-Könning
Christina Emig-Könning (* 1950 in Halle (Saale)) ist eine deutsche Schauspielerin, Theaterregisseurin und Theaterleiterin.

## Leben und Wirken
Christina Emig-Könning wuchs in Halle an der Saale auf. Nach dem Abitur in Greifswald absolvierte sie an der Schauspielschule in Rostock ein Schauspielstudium. Sie war zunächst als Schauspielerin im Engagement am Theater Rudolstadt und an den Städtischen Bühnen Erfurt. Anschließend, von 1983 bis 1987, studierte sie zusätzlich am Institut für Schauspielregie der Hochschule für Schauspielkunst Ernst Busch in Berlin. Leander Haußmann holte sie danach als feste Regisseurin ans Deutsche Nationaltheater Weimar. Mit ihm prägte sie in dieser Zeit die Sparte Schauspiel. Für ihre Arbeiten erhielt sie unter anderem Auszeichnungen von der Stadt Weimar und vom damaligen Theaterverband.
Nach der Wende wechselte Christina Emig-Könning als Regisseurin ans Schauspielhaus Bochum und inszenierte an den Bühnen der Stadt Gera, am Schauspiel Leipzig und dem Theaterhaus Jena. Von 1994 bis 1999 war sie feste Regisseurin am Volkstheater Rostock, dessen Schauspiel sie ein Jahr lang kommissarisch leitete. Emig-Könning habe in dieser Zeit die Zusammenarbeit mit der lokalen Jugendkultur forciert und neue Spielorte erobert, so Hartmut Krug in der taz. Sie brachte insgesamt rund 40 Produktionen auf die Bühne und erhielt eine Nominierung für das Berliner Theatertreffen für ihre Inszenierung von Trainspotting auf dem Kulturschiff „Stubnitz“, in der Vorwendezeit ein Fischfang- und Verarbeitungsschiff der DDR-Hochseefischerei, das ab 1992 als Kulturraum genutzt wurde.
Sie inszenierte danach in Göttingen, Jena, am Theater am Halleschen Ufer in Berlin, am Deutschen Nationaltheater Weimar, am Schlosstheater Moers, am Theater Greifswald und mit dem Projekt Aufbruch – Kunst, Gefängnis, Stadt im Jahr 2005 Texte von Sarah Kane in der Jugendstrafanstalt in Berlin-Charlottenburg.
Daneben war Emig-Könning auch Dozentin im Bereich Schauspiel an der Theaterakademie Vorpommern und an der Hochschule für Schauspielkunst Ernst Busch Berlin. Sie gründete 2006 gemeinsam mit anderen Künstlern den Verein Theaterkapelle 12045 e. V. und bewarb sich um die Bespielung einer Friedhofskapelle in Berlin-Friedrichshain mit einem festen Theater. Bis 2013 leitete sie die Theaterkapelle Friedrichshain, die im Jahr 2014 aufgrund von senatsseitigen Einsparungen ihre institutionelle Förderung verlor. Danach war sie als freie Regisseurin tätig, unter anderem für das Ambulatorium Theater in Berlin. In den letzten Jahren widmete sie sich insbesondere der Schauspielausbildung an der Berliner Schule für Schauspiel.

## Regiearbeiten (Auswahl)
- 1986: Nachtfrost/Die wilden Wege nach einem Manuskript von Horst Heitzenröther, Bat-Studiotheater Berlin
- 1988: Passage von Christoph Hein, Nationaltheater Weimar[11]
- 1989: Übergangsgesellschaft von Volker Braun, Nationaltheater Weimar
- 1990: Zement von Fjoder Gladkow nach Heiner Müller, Schauspielhaus Bochum
- 1997: Trainspotting nach Irvine Welsh, Volkstheater Rostock
- 2000: Feuergesicht von Marius von Mayenburg, Theaterhaus Jena
- 2003: Medea von Euripides, Schloßtheater Moers[5]
- 2013: Die Kunden werden unruhig von Johannes Schrettle, Theaterkapelle
- 2015: Fragen Sie mich nichts, leben Sie wohl, eine Tschechow-Collage, Berliner Schule für Schauspiel
- 2017: Die Glasmenagerie von Tennessie Williams, Berliner Schule für Schauspiel
- 2018: Und so schläft doch Blut der Erschlagenen nicht, Antike Projekt der Berliner Schule für Schauspiel
- 2019: Weisse Ehe von Tadeuz Rozewics, Berliner Schule für Schauspiel
- 2023: Liebespaare von Brian Friel, Neue Bühne Friedrichshain